# Santuário Menino Jesus de Praga

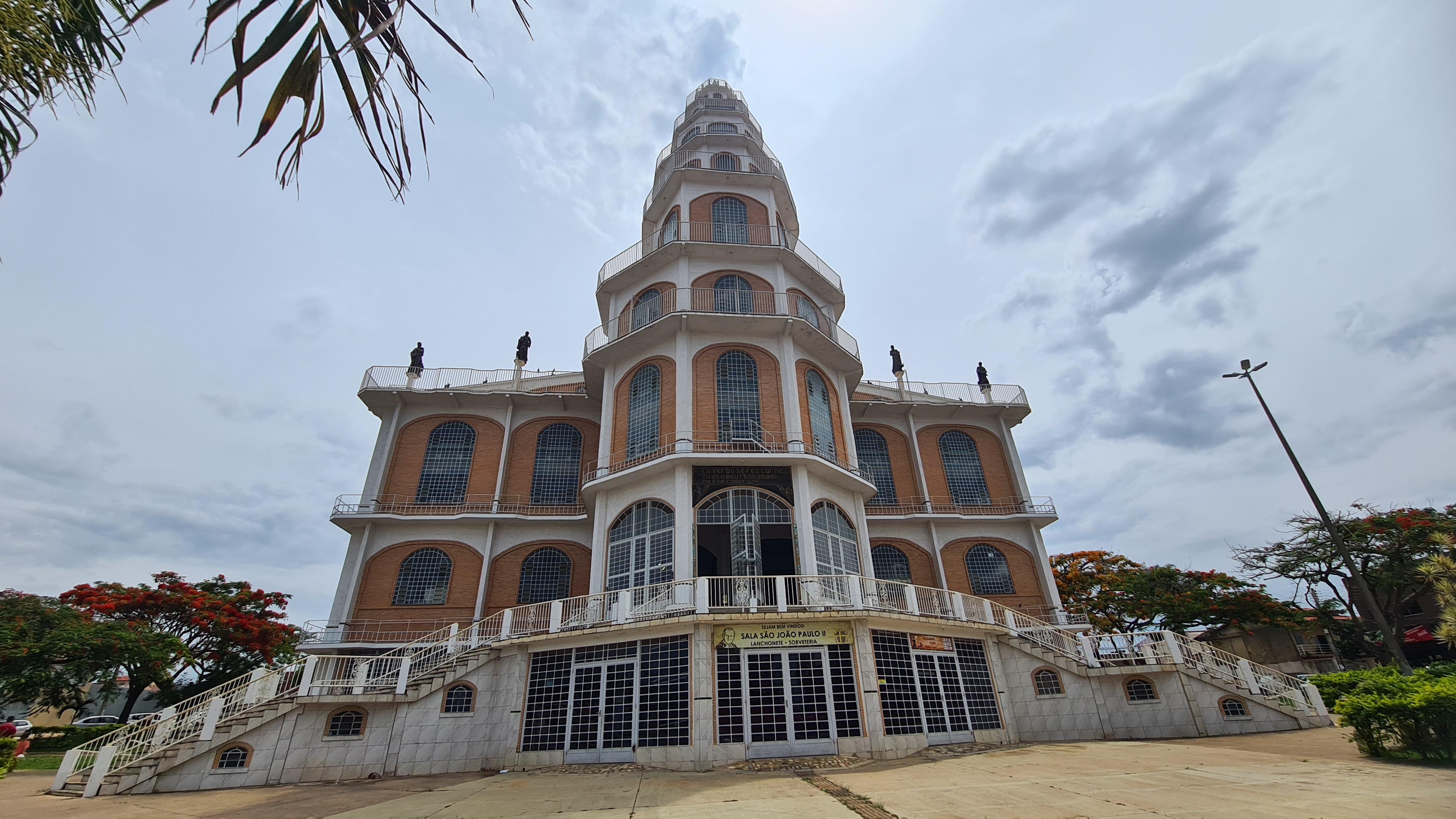
Fachada do santuário

O Santuário Arquidiocesano Menino Jesus é um templo da igreja católica, situado em Brazlândia, no Distrito Federal. É o segundo maior templo católico do Brasil, com capacidade para receber 15.000 pessoas durante as celebrações. O santuário é uma homenagem à imagem do santo, que tem mais de 100 anos e que chegou à cidade em 1972.

## Visão
O Santuário Arquidiocesano Menino Jesus, sediado na cidade de Brazlândia no Distrito Federal, é a concretização de um desejo do Menino Jesus, manifestado a um menino engraxate, em abril de 1971, que ao passar pelo local, teve uma visão: que junto a um arbusto apareceu uma grande escada subindo em direção aos céus, o menino contemplou a visão e em poucos instantes ela desapareceu. O menino por sua vez contou a mãe a sua visão, e ela disse para que ele procurasse o Padre Humberto Vigário da cidade, e assim o fez e o padre respondeu ao menino que ficasse tranquilo e mantivesse segredo e que continuasse a sua atividade de engraxate. E que naquele local da visão seria construído um grande Santuário dedicado ao Menino Jesus e a Nossa Senhora. Portanto, em 1972 o Excelentíssimo Revmo. Dom José Newton de Almeida Baptista, primeiro Arcebispo de Brasília entregou de helicóptero a Comunidade de Brazlândia a Imagem Peregrina do Menino Jesus, proveniente de Roma, trazida pelo Pe. José Pellegrini e as Irmãs Oblatas do Menino Jesus, recebida por mais de dez mil fiéis, entregando-a a comunidade Paroquial ainda sem igreja, apenas uma modesta palhoça e depois uma pequena Igreja de madeira que guardava a valiosa imagem.

## A construção do Santuário
Depois de três anos da chegada da Imagem, com a colaboração de todos os devotos, iniciou-se a construção do Santuário Menino Jesus pelo Pe. José Pellegrini, exatamente no mesmo local, junto ao arbusto, onde ocorreu a visão do menino engraxate.
Mas a fé e a religiosidade do povo Brazlandense foi crescendo constantemente e era necessário construir um ainda maior. Em função dessa fé e religiosidade é que o Excelentíssimo Revmo. Dom José Newton de Almeida Baptista,  com seu sucessor Cardeal Dom José Freire Falcão, juntamente com o Padre João Ignácio Perius, atual Reitor do Santuário, deram início ao projeto da nova obra.
No Natal do Ano Jubilar de 1998, o Excelentíssimo Revmo. Cardeal Dom José Freire Falcão criou o Santuário como Paróquia da Arquidiocese.
O Santuário começou a ser construído definitivamente no ano de 2000 com apoio dos fiéis, da comunidade local, empresários da cidade e contribuições de famílias Católicas e Luteranas da Alemanha, Suíça e Áustria.
O Santuário foi dedicado em 20 de dezembro de 2008 pelo Excelentíssimo Revmo. Dom João Braz de Aviz, Arcebispo Metropolitano de  Brasília (hoje Cardeal da Igreja) e elevado à condição de Santuário Arquidiocesano no dia 30 de outubro de 2016 pelo Excelentíssimo Revmo. Dom Sergio da Rocha, Arcebispo Metropolitano de Brasília.
Atualmente o Santuário Arquidiocesano Menino Jesus, em Brazlândia–DF é o maior Santuário dedicado ao Menino Jesus no Brasil, tem capacidade para acolher aproximadamente 6.000 pessoas sentadas e ao total mais de 15.000 pessoas distribuídas em suas galerias internas.
Possuem seis pavimentos, uma torre frontal com 55 metros de altura, duas torres laterais com 45 metros cada e uma cúpula com 33 metros.
No interior do Santuário, atrás do altar, está o quadro da Santa Ceia, o maior quadro da Santa Ceia em alto relevo do mundo, com 20 metros de largura e 7 metros de altura incluindo os acabamentos, obra de arte doada por um casal de Luteranos da Suíça, realizada pelos escultores e artistas Ponciano I, II e III no Ano Eucarístico 2005.
Em cada traço do Santuário, há um significado especial, em suas colunas, cúpula, quadros, imagens e até mesmo nas cores que o compõe, onde expressam a simplicidade, a pureza, e a humildade.
Os peregrinos se encantam diante de tanta beleza, simplicidade, ambiente de fé e acolhimento quando entram ao Santuário Arquidiocesano Menino Jesus. O Santuário está cada dia mais bonito, um ambiente agradável para sentirem a presença do amor misericordioso de Deus.
Eu sou o caminho, e a verdade e a vida; ninguém vem ao Pai, senão por mim (Jo 14:16)
https://www.santuariomeninojesus.org.br/o-santuario/
A IMAGEM PEREGRINA
A Imagem que está no Santuário Arquidiocesano Menino Jesus, em Brazlândia, foi esculpida por um artista Romano; e há mais de cem anos era venerada no Convento das Irmãs do Menino Jesus, nas proximidades da Basílica de Santa Maria Maior, em Roma.
A transferência da Imagem para o Brasil chegou a ser ameaçada pelo Ministério da Educação e Cultura da Itália, alegando que a imagem, pelo seu valor histórico e espiritual, pertencia ao patrimônio nacional. Superado o impasse, a imagem veio diretamente de avião de Roma para Brasília trazida pelo Pe. José Pellegrini e as Irmãs Oblatas do Menino Jesus, sendo recebida no fim de setembro de 1972, com grande júbilo na Capital, Brasília, por Sua Excia. Revmo. Dom José Newton de Almeida Baptista, Arcebispo de Brasília. Por sua vez, segundo Madre Gema (in Memoriam) informou que Dom José Newton, levaria a carismática imagem do Menino Jesus a Paróquia São Sebastião em Planaltina, porém foram duas tentativas sem sucesso, então Dom José Newton resolvera levar a Imagem para a Paróquia São Sebastião na cidade satélite de Brazlândia, e assim o fez. A Imagem foi levada de helicóptero, recebida por mais de dez mil fiéis, entregando-a a comunidade Paroquial ainda sem igreja, apenas uma modesta palhoça e depois uma pequena Igreja de madeira que guardava a valiosa imagem.
https://www.santuariomeninojesus.org.br/a-imagem-peregrina/